# Science of Love
Science of Love ist ein Jazzalbum von Hank Roberts. Die am 26. und 27. Juni 2017 in den Octaven Studios in New York City entstandenen Aufnahmen erschienen 2021 auf Sunnyside Records.

## Hintergrund
Roberts hatte sich seit Mitte der 1990er Jahre verstärkt um seine Familie gekümmert, mit der er aufs Land nach Ithaca gezogen war. Im Sommer 2015 beschloss er, nach New York City zurückzukehren. Science of Love war sein erstes Album unter eigenem Namen seit einem Jahrzehnt. Die Stücke, die darauf zu hören sind, beruhen teilweise auf Material, dass bereits vor seiner Rückkehr entstanden war, wurden aber in New York auskomponiert.
Roberts stellte für Science of Love eine neue Band zusammen: Die Zusammensetzung des Sextetts ergab sich aus zufälligen Begegnungen, bereits bestehenden Freundschaften zwischen den Mitgliedern und dem Verständnis für die Ziele des Bandleaders. Alle Musiker waren zwischen Jazz, Improvisation und klassischen Musikidiomen zu Hause. Posaunist Brian Drye war einer der ersten Musiker, die Roberts neu kennenlernte, als er mit dessen Band bei einem lokalen Konzert auftrat. Der Saxophonist Mike McGinnis und der Pianist Jacob Sacks waren ihm bereits bekannt; mit ihnen knüpfte er schnell Kontakte. Der Schlagzeuger Vinnie Sperrazza wurde von McGinnis vorgestellt. Die Geigerin Dana Lynn lernte er kennen, als er mit ihr in einer anderen Gruppe auftrat.

## Titelliste

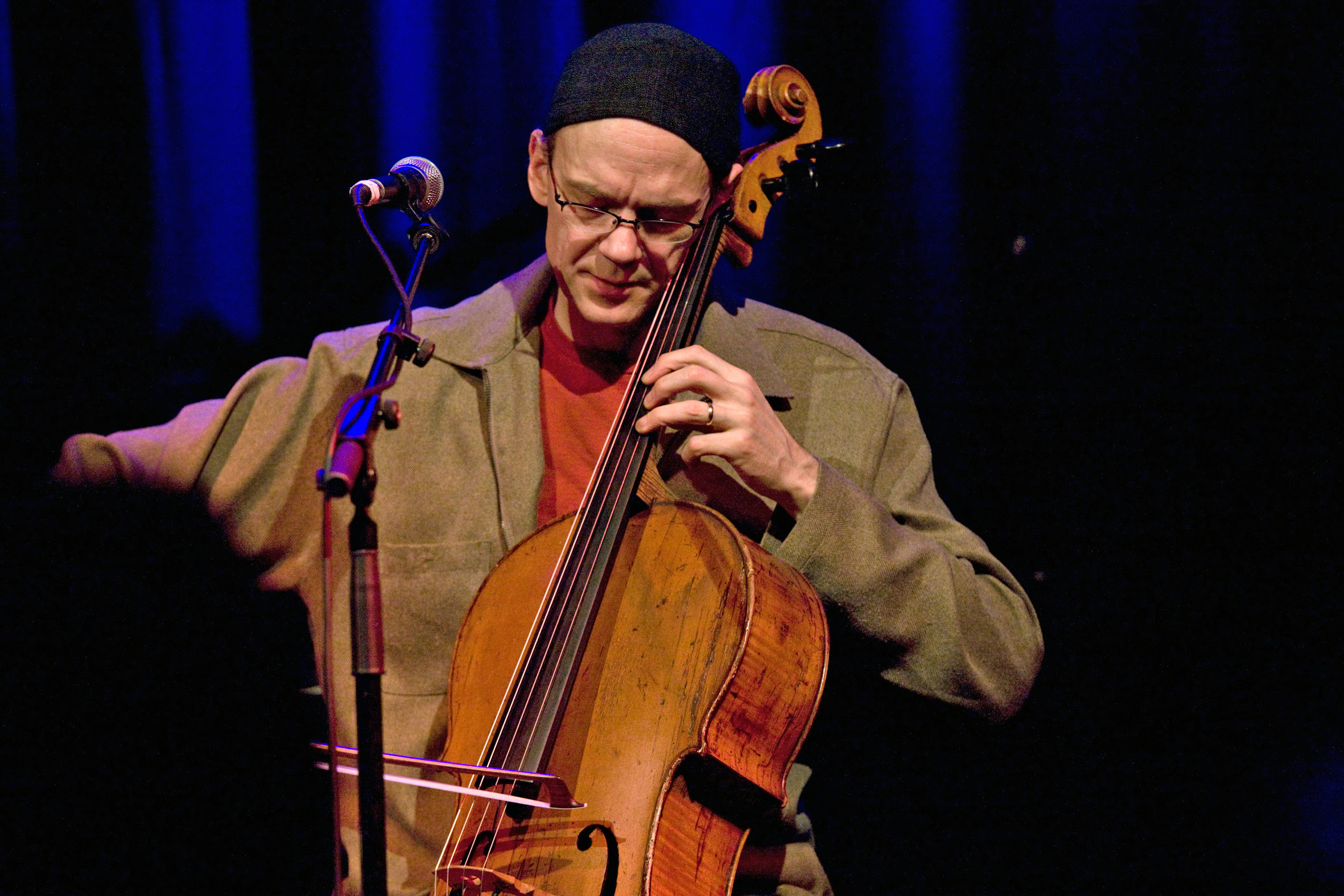
Hank:Roberts bei einem Auftritt im Kölner Stadtgarten 2008

- Hank Roberts: Science of Love (Sunnyside SSC 1625)[2]

1. Sat / Sun Pa Tu X 7:21
2. The Sharp Peak of the Science of Love 3:02
3. Human Circuits 0:50
4. One Floor Axis 0:50
5. Equatorial Conductivity 2:08
6. Earth Sky Realms 3:45
7. D23 3:07
8. Levity Village 2:06
9. Second First 1:40
10. Story 2:17
11. Shifting Paradigms in Pre Glc 3 2:02
12. GLC Magnetic Floating Stripper 4:17
13. 17 3:12
14. B45 L 12:44
15. Circular Rejuvenation 1:42
16. 205 3:41

Die Kompositionen stammen von Hank Roberts.

## Rezeption
Dave Sumner zählte das Album in Bandcamp Daily zu den besten Neuveröffentlichungen des Monats und schrieb, hier bekomme man den Eindruck, dass Einflüsse als mathematische Gleichungen behandelt werden – die verschiedenen Variablen in traditionellem Jazz, Post-Bop, Folk, Kammermusik und experimenteller Musik würden im Handumdrehen zu einer einzigen Lösung berechnet. Die an dieser Zusammenarbeit beteiligten Musiker spiegelten die Dynamik des Spiels wider. sie würden dabei tief in einen bestimmten Musikeinfluss eintauchen, aber seien genauso bereit, die Grenzen zwischen den Genres zu überschreiten. Diese Musik klinge eindringlich vertraut, aber nicht bis zu ihrer Quelle auffindbar, gleichzeitig seltsam schön, aber jenseits konventioneller Maßstäbe.
Auch Phil Freeman zählte das Album zu den besten Neuveröffentlichungen des Monats und schrieb in Stereogum, auf Science of Love habe Roberts er eine neue Gruppe gebildet, mit der komplexe und faszinierende Kompositionen gespielt habe, beginnend mit „SAT/SUN PA TU X“, einer Überarbeitung von „Saturday/Sunday“ aus seinem Album Little Motor People von 1993. „Es beginnt ruhig, während Roberts das Cello wie ein Bass zupft, während McGinniss' Klarinette-Törtchen und Dryes gedämpfte Posaune knurrt; Sperrazza klopft einen leichten Swing-Beat, und sie scheinen in eine altmodische Richtung von New Orleans zu gehen, oder etwas, das Charles Mingus in einer besonders wohlwollenden Stimmung schreiben könnte. Aber im weiteren Verlauf nimmt die Intensität zu, bis die Welle etwa nach viereinhalb Minuten zusammenbricht, und es wird zu einer abstrakten, weniger strukturierten Konversation zwischen Instrumenten, mit einem tief gestrichenen Bordun von Roberts, die alles verankert.“